# Max van Berchem
Max van Berchem, né le 16 mars 1863 à Genève et mort le 7 mars 1921 à Vaumarcus, est un épigraphiste et historien suisse, spécialiste de l'épigraphie arabe.

## Biographie
Après des études aux universités de Genève, Leipzig, Strasbourg et Berlin, il obtient son doctorat à Leipzig en 1886 avec un thèse intitulée La Propriété territoriale et l'impôt sous les premiers califes.
Il participe ensuite à des expéditions scientifiques en Égypte (entre 1887 et 1890), à Jérusalem et en Palestine (1888, 1893 et 1914) et en Syrie (1884, 1895). Pendant ses voyages, il étudie et collectionne quantité d'inscriptions arabes qu'il inventorie entre 1895 et 1914 en publiant en particulier un ouvrage Matériaux pour un Corpus Inscriptionum Arabicarum pour lequel il utilise en particulier la photographie pour garder la trace d'inscriptions, en particulier sur des bâtiments et édifices en très mauvais état.
Il décède le 7 mars 1921, hospitalisé d'urgence au retour d'une expédition au Caire.
En 1973, une fondation scientifique a été créée en son honneur sur l'impulsion de sa fille Marguerite pour financer des fouilles archéologiques et assurer la conservation du fonds d'archives de Max van Berchem.

## Archives
La correspondance, les photographies et les notes de Max van Berchem sont conservées à la Fondation Max van Berchem et à la Bibliothèque de Genève. La série photographique des monuments suisses a été léguée en 1921, à la mort de l'auteur, aux Archives fédérales des monuments historiques, conservées à la Bibliothèque nationale suisse. Cet ensemble comportant plus de 1300 images est accessible en haute résolution sur Wikimedia Commons.